# Barentsia laxa
Barentsia laxa is een soort in de taxonomische indeling van de kelkwormen (Entoprocta). 
De worm behoort tot het geslacht Barentsia en behoort tot de familie Barentsiidae. De wetenschappelijke naam van de soort werd voor het eerst geldig gepubliceerd in 1890 door Kirkpatrick.